# Murramarang Nemzeti Park
A Murramarang nemzeti park Ausztráliában, Új-Dél-Walesben, Sydneytől 206 km-re délnyugatra található.

## Megközelítése
A Princes Highwayről több lehajtón megközelíthető autóval.

## Pebbly part
A nemzeti park legvonzóbb célpontja a Pebbly part, amely két földnyelv között terül el. Pompás helyül szolgál szörfözéshez és napozáshoz. A homokos strand és a cserjés közt egy füves rész helyezkedik el.

### Látványosságok
- Kenguruk legelnek a strand közelében, számtalan gyönyörű papagáj és egy varánusz faj, a goanna él a környéken.
- Séta és búvárkodás a földnyelvek mentén
- Ár-apály formálta sziklás medencék

## Külső hivatkozások
- NPWS page
- 2002 NPWS Plan of Management